# Kyllburg
Kyllburg é uma cidade da Alemanha localizada no distrito (Kreis ou Landkreis) de Bitburg-Prüm, na associação municipal de Verbandsgemeinde Kyllburg, no estado da Renânia-Palatinado.